# Баранова Юлія Федорівна
Баранова Юлія Федорівна — (*29 серпня 1789 — †24 липня 1864) — гофмейстерина, вихователька дочок Миколи І.
За її допомогою Василь Жуковський збирав гроші від членів царської родини за його портрет, написаний Карлом Брюлловим для викупу Тараса Шевченка з неволі і розіграний в лотерею.